# Bellusaurus sui
Bellusaurus sui  (lat. “lagarto fino de Youling Sui”) es la única especie conocida del género fósil Bellusaurus de dinosaurio saurópodo macronario, que vivió a mediados del período Jurásico, hace aproximadamente 170 millones de años, en el Bajociense, en lo que hoy es Asia. Se conocen por 17 esqueletos juveniles, proveniente de una cama de huesos en la Formación Shishugou, anterior a la Formación Wucaiwan, en la Cuenca de Junggar, Xinjiang Uygur Zizqu, provincia de Sichuan, China. A Bellusaurus se lo considera un Macronaria basal, relativo a los Brachiosauridae. En un principio se lo había incluido dentro de los Cetiosauridae.

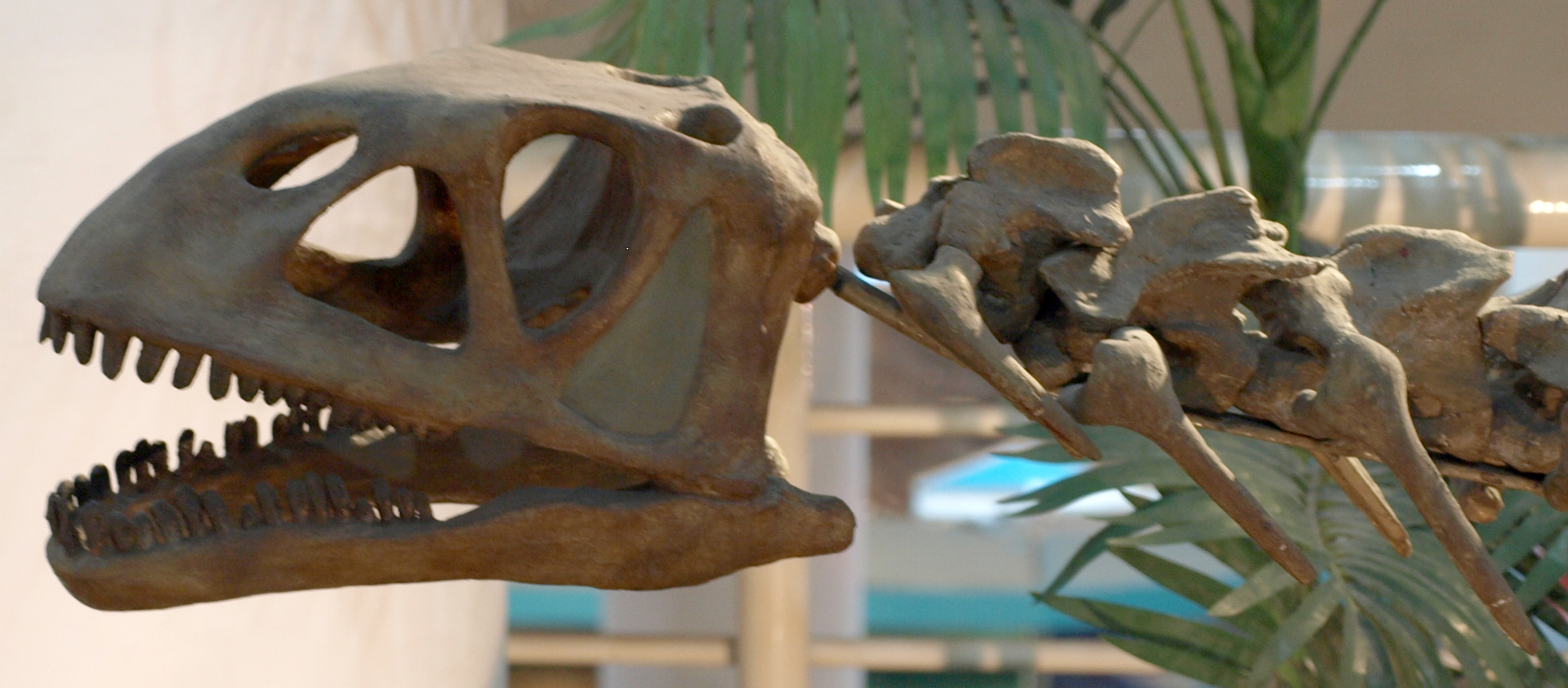
Cráneo de Bellusaurus.

Bellusaurus fue un pequeño saurópodo de solo 4.80 metros de largo, 1,80 de alto y un peso de 500 kilogramos. Tenía dientes en forma de cuchara, estructura grácil del cuerpo, la altura del cráneo moderada, el cuello levemente más de largo que cuerpo, y la vértebra cervical más larga es 1,5 veces más de largo que las dorsales. Cada elemento en la cintura pectoral es robusto. El omóplato es largo y fino, el coracoides es subredondeado, y el esternón es cuadrado. Los miembros anteriores son más cortos que los miembros posteriores y todos los ejes del miembro son fuertemente elípticos. La cintura pélvica es típicamente sauropodomorfa.